# 標準測試資料格式
標準測試資料格式（Standard Test Data Format）簡稱STDF，泰瑞达公司首创，是一种通用的、适用于ATE行业使用的芯片测试结果记录格式。

### STDF记录结构
本节由以下内容构成：
- STDF记录头
- 记录类型和子类型
- 数据类型码和表示
- 可选字段和丢失/无效数据

### STDF记录头
每个STDF记录从记录头部分开始，记录头中包含以下三个字段：
- REC_LEN：跟在记录头之后的数据的字节长度，它不包含4字节的记录头本身长度。
- REC_TYP：标记一组相关STDF记录类型的整形数。
- REC_SUB：在每个REC_TYP组中标记一个特定STDF记录类型的整形数。

### 记录类型和子类型
每个STDF记录的头部都包含一对字段：REC_TYP和REC_SUB。每个REC_TYP用来标记一组相关的STDF记录配型。每个REC_SUB用来唯一标记每个记录类型。这样设计允许数据分析程序轻松识别相关记录组，同时为文件中的每种类型的记录提供唯一标识。
所有小于 200 的 REC_TYP 和 REC_SUB 代码都保留供泰瑞达将来使用。 所有大于 200 的代码均可用于自定义应用程序。 代码都是十进制值。 其使用的官方代码和文档列表由泰瑞达半导体 CIM 部门 (SCD) 维护。